# Guille Mostaza
Guille Mostaza (Huelva, 1977) es un compositor, músico, productor y cantante, dueño de los estudios Alamo Shock. 

## Biografía
Nace en Huelva (Andalucía, España) el 12 de marzo de 1977. Creció en países como Yugoslavia e Indonesia, así como en varias ciudades europeas. Tras finalizar sus estudios de electrónica, que compaginaba con los de sonido, hace un master de producción musical con Emanuelle Ruffinengo. Recién llegado de vivir en Oxford se instala en la ciudad de Madrid, que adopta como base de operaciones para en 1999 formar Ellos, banda en la que ejerce de compositor, músico, productor y cantante. Graban cinco discos y una decena de EPs. La formación le lleva a tocar en los mejores festivales del país con gran éxito de crítica y público, copando varias portadas y numerosos artículos en los medios especializados.
En verano de 2007 se une a la banda Krakovia como guitarrista y compositor. A finales de 2011 comienza un nuevo grupo con su amigo, músico y actor Frank Gálvez usando de nombre la conjunción de sus dos apellidos: Mostaza Gálvez. En esta agrupación Guille delega la voz principal en Frank para ocuparse del bajo, guitarras, sintetizadores, composición y producción. Hasta el momento han editado, bajo este nombre, un EP titulado "Restos" (2016) y los discos "Vida y milagros" (2017) y "Desventura" (2020).
 
Actualmente Guille se dedica a producir, mezclar, masterizar, escribir y componer para otros artistas en su estudio Alamo Shock, estudio en el que lleva desde 2013.

## Actividad
Se puede encontrar su nombre en unas tresmil canciones, a veces colaborando como músico o vocalista, pero casi siempre produciendo, mezclando o masterizando. En estos se suele hacer cargo de varios instrumentos (guitarra, bajo, piano, teclados, batería, sintetizadores, programaciones, percusión, violín...) y ha trabajado tanto en directo como en estudio con Los Punsetes, Iván Ferreiro, Nacho Vegas, Babi, Grupo de Expertos Solynieve, La Bien Querida, Fangoria, El Último Vecino, Izal, Miss Caffeina, Javiera Mena, Auto Sacramental, Reina Republicana, Dënver, Sidonie,  Varry Brava, Alfonso Santisteban, Lori Meyers, Sr. Chinarro, Niños Mutantes, Amatria, Coque Malla, Undershakers, Niza entre otros. También ha sido corista, cocompositor, productor y colaborador habitual de Los Planetas, bajista de Mirafiori y La orquesta poligonera, y guitarrista, teclista y corista de grupos con las actrices Lluvia Rojo o Najwa Nimri. Es dueño de su propia discográfica Heike Records y de Alamo Shock, lugar donde ejerce la mayor parte de su actividad. Muchos de sus trabajos han sido éxitos y números uno en radio, televisión y prensa especializada, ya sea con sus grupos o trabajando para otros artistas.
También ejerce de DJ ocasional en clubs, festivales y salas de conciertos, o escribiendo artículos para prensa o radio, impartiendo clases y másteres en la universidad sobre Producción Musical o colaborando en tertulias sobre el tema. Ha hecho cameos y actuaciones en vídeos, series, cortometrajes y películas siendo su más famosa aparición la realizada junto a sus amigos Joaquín Reyes y Ernesto Sevilla para Museo Coconut. Es conocido su trabajo modificando o construyendo instrumentos, normalmente usa en sus discos sintetizadores, guitarras o bajos modificados o creados por él. También los colecciona de todo tipo, haciendo uso tanto en los discos que graba con sus grupos o para otros en su propio estudio y es un reconocido coleccionista de sintetizadores.

## Discografía

### Álbumes como compositor, vocalista y músico
- Deberías cambiar de opinión e.p. (Ellos), Producido por Guille Mostaza, autoeditado (1999)
- Lo tuyo no tiene nombre (Ellos), Producido por Guille Mostaza y Luis Carlos Esteban, Subterfuge Records (2001)
- Tú primero e.p. (Ellos), Producido por Guille Mostaza y Luis Carlos Esteban, Subterfuge Records (2002)
- Ni lo sé, ni me importa (Ellos), Producido por Guille Mostaza, Subterfuge Records (2003)
- Zona VIP (Ellos), Producido por Guille Mostaza, Subterfuge Records (2003)
- Road Movie (Krakovia), Producido por David Kano y Juanjo Reig, Subterfuge Records (2008)
- Qué fue de... (Ellos), Producido por Guille Mostaza y David Kano, PIAS (2008)
- Cardiopatía Severa (Ellos), Producido por Guille Mostaza, PIAS (2010)
- Lengua Viperina e.p. (Ellos), Producido por Guille Mostaza, MyC (2013)
- Aunque te rías de mí e.p. (Ellos), Producido por Guille Mostaza, Heike Records (2013)
- Pop Cabrón (Ellos), Producido por Guille Mostaza, Heike Records (2014)
- O tú o él o yo e.p. (Ellos), Producido por Guille Mostaza, Heike Records (2015)
- No finjas e.p. (Ellos), Producido por Guille Mostaza, Heike Records (2015)
- Restos e.p. (Mostaza Gálvez), Producido por Guille Mostaza y Frank Gálvez , Heike Records (2016)
- Vida y milagros (Mostaza Gálvez), Producido por Guille Mostaza y Frank Gálvez , Heike Records (2017)
- Vértigo / Líquidos (Mostaza Gálvez), Producido por Guille Mostaza y Frank Gálvez , Heike Records (2018)
- Desventura (Mostaza Gálvez), Producido por Guille Mostaza y Frank Gálvez, Subterfuge Records (2020)

### Otros trabajos como productor y/o ingeniero de sonido
Para ver la lista completa y actualizada pinchar aquí